# 11406 Ucciocontin
11406 Ucciocontin este un asteroid din centura principală de asteroizi.

## Descriere
11406 Ucciocontin este un asteroid din centura principală de asteroizi. A fost descoperit pe 15 februarie 1999 la Visnjan de Korado Korlević. Asteroidul prezintă o orbită caracterizată de o semiaxă mare de 2,77 ua, o excentricitate de 0,06 și o înclinație de 3,8° în raport cu ecliptica.